# 20tal
20TAL (tidigare Åttiotal, 90TAL, 00TAL och 10TAL) är en svensk tidskrift om litteratur, konst och debatt.
Den grundades 1980 av bland andra Madeleine Grive.
Tidskriften ges ut av föreningen med samma namn och utkommer med 3 nummer per år. 20TAL utges av en ideell förening som även driver förlaget 20TAL Bok och anordnar evenemang, som Stockholms Internationella Poesifestival.

## Innehåll och aktiviteter
20TAL innehåller skönlitteratur, essäer, intervjuer och reportage, samt foto- och bildkonst. 
Varje nummer av 20TAL innehåller en debutantsektion där minst en lovande ny skribent publicerar nyskrivet material tillsammans med bild och intervju. 
Tidskriften har som uttalad utgångspunkt att främja unga och opublicerade författare, poeter och skribenter. 
Varje nummer arbetar utifrån ett särskilt tema, exempelvis "Ockupera rummen", "Japan", "Mare Kandre", "Vässa kritiken", "Ukraina", "Poesins plats", "20-talisterna" och "Klimatvisioner". Bland andra Sara Danius, Daniel Sjölin, Kristofer Folkhammar, Elis Monteverde Burrau, Alejandro Leiva Wenger och Sara Mannheimer har medverkat i tidskriftens fasta debutantavdelning.
20TAL arrangerar varje år olika kulturevenemang. Till de mest uppmärksammade hör Stockholms Internationella Poesifestival som bland andra Kjell Espmark, Johannes Anyuru, Ebba Witt-Brattström, Mattias Alkberg, Nina Hemmingsson, Göran Sonnevi och Bruno K. Öijer medverkat under.
20TAL delar årligen ut Mare Kandre-priset. Priset instiftades till minne av Mare Kandre (1962–2005) som ett samarbete mellan tidskriften 20TAL och Kandres familj.
20TAL arrangerar också Klubb 20TAL fyra gånger per år.

### Ukrainaprojektet[11]
20TAL har i två decennier på olika vis introducerat ukrainsk litteratur i Sverige. Sedan 2004 har författare från Ukraina medverkat på Stockholms Internationella Poesifestival, bland andra Serhij Zjadan, Jurij Andruchovytj, Halyna Kruk, Ljuba Jakymtjuk, Oleh Kotsarev, Kateryna Babkina, Andrij Ljubka och Kateryna Kalytko.
År 2014 utgavs det första stora temanumret om samtida ukrainsk litteratur och kultur med skönlitterära texter och essäer skrivna av 25 av Ukrainas mest framstående författare, tillsammans med intervjuer och konstreportage.
20TAL har även fått projektstöd från Svenska Institutet för att stödja Ukrainas kultur, översätta och publicera ukrainsk litteratur i tidskriften och online samt bjuda in poeter från Ukraina till Stockholms Internationella Poesifestival. Tidskriftens mest omfattande temanummer om Ukraina publicerades 2024, »Ukraina blickar framåt«.

## Historik
Tidskriften grundades 1980 under namnet Åttiotal. I första numret av Åttiotal publicerade dåvarande redaktionen ett manifest för den ”socio-sensu-fantastiska litteraturen” med motiveringen att ”Ord har ett alldeles eget liv och vi tror på att experimenterande kan leda betydligt längre än dagens krav på en kommersiellt eller politiskt samhällsanpassad engångsförbrukning av ord”. Detta gav upphov till en hätsk debatt om dåtidens litteratur. I början av 1990 bytte man namn till 90TAL, 2000 till 00TAL, 2010 till 10TAL och 2020 till 20TAL.
År 2009 grundade 10TAL ett bokförlag vid namn 10TAL Bok. Förlaget ger ut prosa, essäistik och poesi av svenska och internationella författare som Kim Hyesoon, Jon Fosse, Herta Müller, Jonas Gren, Don Mee Choi, Daniel Yousefi, Elis Monteverde Burrau, Ada Limón, Kristoffer Appelvik Lax och Helena Boberg. År 2020 bytte 10TAL Bok namn till 20TAL Bok. 20TAL Bok erhöll 2023 Örnen och Kråkans pris till årets poesiförlag under Poesimässan.

### Böcker utgivna av 20TAL Bok
- Emilia Hasselquist Langefors. Jämte grönet (2025). Poesi. Libris. ISBN 9789187838323

- Ester Berg. Schlager om sommaren (2025). Poesi. Libris. ISBN 9789187838316
- Frej Haar. Bindepraktika (2024). Poesi. Libris. ISBN 9789187838286

- Maria Bodin. Kristinafragment (2024). Poesi. Libris. ISBN 9789187838293

- Jon Fosse; Marie Lundquist (övers.). Långsam musik: reviderad och utökad utgåva (2024). Poesi. Libris. ISBN 9789187838279
- Don Mee Choi; Hayashida, Jennifer och Ejiksson, Andjeas (övers.). Knappt krig (2023). Poesi. Libris ISBN 9789187838262
- Ada Limón; Henrik C. Enbohm (övers.). Bärandet (2023). Poesi. Libris ISBN 9789187838255
- Isabelle Löf. Loser girls (2023). Roman. Libris ISBN 9789187838248
- Daniel Yousefi. Återkomster (2023). Roman. Libris ISBN 9789187838231
- Kim Hyesoon; Hayashida, Jennifer och Ejiksson, Andjeas (övers.). Autobiografi av död (2022). Poesi. Libris. ISBN 9789187838224
- Kristoffer Appelvik Lax. Och vardagen då när vi stryker och kardar seriöst (2021). Poesi. Libris. ISBN 9789187838200
- Jonas Gren. Antropocen. Dikt för en ny epok (ny utgåva, 2021). Poesi. Libris. ISBN 9789187838217
- Dan Jönsson. Paradisgenen. Fyra utopiska horisonter (2020). Essä. Libris. ISBN 9789187838194

### Böcker utgivna av 10TAL Bok
- Herta Müller; Delblanc, Aimée (övers.). Lögnen är ett klätterdjur: Herta Müllers collage (2019). Poesi. Libris. ISBN 9789187838187
- Zara Kjellner. Manhattan (2019). Roman. Libris. ISBN 9789187838163 (första upplagan); Libris. ISBN 9789187838170 (andra upplagan)
- Jonas Gren. Dälden, där de blommar (2018). Poesi. Libris. ISBN 9789187838156
- Elisabeth Hjorth. Fadern (2018). Roman. Libris. ISBN 9789187838132
- Anna Axfors. Jag hatar naturen (2018). Poesi. Libris. ISBN 9789187838125
- Hanna Rajs Lundström. Armarna (2018) Poesi. Libris. ISBN 9789187838149
- Kirstine Reffstrup; Boberg, Helena och Tung Hermelin, Ann-Marie (övers.). Jag, Unica (2018). Roman. Libris. ISBN 9789187838101
- Alqasim, Rasha; Hjorth, Elisabeth, Mannheimer, Sara och Saghir, Kholod (övers.). Jag matar kriget med dem jag älskar (2017). Poesi. Libris. ISBN 9789187838095
- Elis Burrau. Röda dagar (2017). Poesi. Libris. ISBN 9789187838118
- Jan Henrik Swahn. Nekob (2017). Roman. Libris. ISBN 9789187838088
- Anna Axfors. Kärleksbrevet (2016). Roman. Libris. ISBN 9789187838071
- Jon Fosse; Lundquist, Marie (övers.). När en ängel går genom scenen (2016). Essä. Libris. ISBN 9789187838040
- Jon Fosse; Lundquist, Marie (övers.). Fyra pjäser (2016).  Dramatik. Libris. ISBN 9789187838033
- Jonas Gren. Antropocen. Dikt för en ny epok (2016). Poesi. Libris. ISBN 9789187838064
- Dan Jönsson. Mister Olof. En spökhistoria (2016). Roman. Libris. ISBN 9789187838057
- Dan Jönsson. Kontinentaldrift. Resa genom ett Europa i förändring (2014). Essä. Libris. ISBN 9789187838026
- Martin Glaz Serup; Claeson, Stewe (övers.). Romerska nätter (2014). Poesi. Libris. ISBN 9789187838019
- Gro Dahle; Claeson, Stewe (övers.). Hundra tusen timmar (2014). Poesi. Libris. ISBN 9789187838002
- Jonas Gren. Lantmäteriet (2013). Poesi. Libris. ISBN 9789197811392
- Olga Ravn; Swahn, Jan Henrik (övers.). Jag äter mig själv som ljung. Flicksinne (2013). Poesi. Libris. ISBN 9789197811385
- Ioana Nicolaie; Johansson, Inger (övers.). Himlen i magen (2013). Poesi/prosa. Libris. ISBN 9197811378
- Helena Boberg. Sinnesvåld (2013). Poesi. Libris. ISBN 9789197811361
- Martin Glaz Serup; Claeson, Stewe (övers.). Marken. En dikt (2012). Poesi. Libris. ISBN 9197811351
- Dan Jönsson. Estetisk rensning. Bildstrider i 2000-talets Sverige (2012). Essä. Libris. ISBN 9789197811347
- Nora Gomringer; Hansson, Cecilia (övers.). Men säg nåt om natten då (2011). Poesi. Libris. ISBN 9783905825183
- Helena Boberg. Repuls (2011). Poesi. Libris. ISBN 9789197811323
- Jon Fosse; Lundquist, Marie (övers.). Långsam musik (2010). Poesi. Libris. ISBN 9789197811316
- Andreas Åberg. Den vältempererade kritiken (2009). Essä. Libris. ISBN 9789197811309

## Källhänvisningar
1. ↑  ”LIBRIS - Åttiotal”. libris.kb.se. https://libris.kb.se/bib/3687355. Läst 25 mars 2020.
2. ↑  ”LIBRIS - 90tal :”. libris.kb.se. https://libris.kb.se/bib/4345758. Läst 25 mars 2020.
3. ↑  ”LIBRIS - Tidskriften 90tal :”. libris.kb.se. https://libris.kb.se/bib/4110253. Läst 25 mars 2020.
4. ↑  ”LIBRIS - 00tal :”. libris.kb.se. https://libris.kb.se/bib/4346342. Läst 25 mars 2020.
5. ↑  ”LIBRIS - 10tal :”. libris.kb.se. https://libris.kb.se/bib/11816566. Läst 25 mars 2020.
6. ↑  SCANPIX |, Bild: DAN HANSSON / SvD / (26 april 2012). ”Madeleine Grive belönas för flera decenniers gärning i litteraturens tjänst”. www.nsd.se. https://www.nsd.se/kultur/madeleine-grive-belonas-for-flera-decenniers-garning-i-litteraturens-tjanst-6875458.aspx. Läst 25 mars 2020.[död länk]
7. ↑  ””Vi ser en poesivåg i rörelse””. DN.SE. 15 november 2019. https://www.dn.se/kultur-noje/vi-ser-en-poesivag-i-rorelse/. Läst 23 mars 2020.
8. ↑  ”Stockholms Internationella Poesifestival 2002”. DN.SE. 21 oktober 2002. https://www.dn.se/nyheter/stockholms-internationella-poesifestival-2002/. Läst 23 mars 2020.
9. ↑  ”Kan poeterna rädda planeten?”. SVT Nyheter. 21 november 2016. https://www.svt.se/kultur/bok/kan-poeterna-radda-planeten. Läst 23 mars 2020.
10. ↑  ”Mare Kandres minnesfond”. www.marekandre.se. https://www.marekandre.se/Minnesfonden.htm. Läst 23 mars 2020.
11. ↑  Om Ukrainaprojektet. Läst 10 december 2024.
12. ↑  Ukraina. Läst 10 december 2014.
13. ↑  admin (10 juni 2022). ”Svenska institutet beviljar 10,4 miljoner till stöd för ukrainska kulturorganisationer”. Svenska institutet. https://si.se/svenska-institutet-beviljar-104-miljoner-till-stod-for-ukrainska-kulturorganisationer/. Läst 4 maj 2025.
14. ↑  Ukraina blickar framåt. Läst 10 december 2024.
15. ↑  Kalmteg, Lina (23 oktober 2009). ”Tidskriften som står sig”. Svenska Dagbladet. ISSN 1101-2412. https://www.svd.se/tidskriften-som-star-sig. Läst 25 mars 2020.
16. ↑  "litteraturtidskrift". NE.se Läst 29 november 2014.
17. ↑  Josefsson/TT, Erika (18 december 2019). ”Poesins 10-tal byter snart namn”. Kristianstadsbladet. https://www.kristianstadsbladet.se/kultur/poesins-10-tal-byter-snart-namn/. Läst 23 mars 2020.
18. ↑  TT, Erika Josefsson / (11 november 2019). ”Madeleine Grive lever mitt i poesin”. Svenska Dagbladet. ISSN 1101-2412. https://www.svd.se/madeleine-grive-lever-mitt-i-poesin. Läst 23 mars 2020.
19. ↑  Kalmteg, Lina (23 oktober 2009). ”Tidskriften som står sig”. Svenska Dagbladet. ISSN 1101-2412. https://www.svd.se/tidskriften-som-star-sig. Läst 23 mars 2020.
20. ↑  TT (8 september 2023). ”De får pris som årets poesiförlag”. Svenska Dagbladet. ISSN 1101-2412. https://www.svd.se/a/5B4d6K/de-far-pris-som-arets-poesiforlag. Läst 8 september 2023.